# Mi amor sin tiempo
Mi amor sin tiempo es una telenovela mexicana producida por Carlos Moreno Laguillo para TelevisaUnivision en 2024. Es una versión de la historia de 1999 creada por Martha Carrillo y Cristina García, Tres mujeres, siendo adaptada por ellas mismas. Se estrenó a través de Las Estrellas el 15 de julio de 2024 en sustitución de Tu vida es mi vida, y finalizó el 1 de noviembre del mismo año siendo reemplazada por Amor amargo.
Está protagonizada por Karla Esquivel, Andrés Baida, Leticia Calderón, Juana Arias, Mane de la Parra y Alejandro Camacho.

## Reparto
- Karla Esquivel como Fátima
- Andrés Baida como Sebastián
- Leticia Calderón como Greta
- Juana Arias como Bárbara
- Mane de la Parra como Daniel
- Karyme Lozano como Renata
- Alejandro Camacho como Federico
- Michael Ronda como Adrián
- Yolanda Ventura como Lucía
- Luz María Jerez como Ana
- Alma Delfina como Jesusa
- Eric del Castillo como Álvaro
- Federico Ayos como Pablo
- Mauricio Abularach como Mario
- Damiana Bej como Triana
- Andrea de Fátima como Brenda
- Denia Agalianou como Carla
- Alejandra Andreu como Verania
- Paola Toyos como Genoveva
- Julia Argüelles como Carolina
- Rafaella Gavira Bigorra como Macarena
- Claudia Zepeda como Maricruz
- Raquel Morell como Maggie
- Laura Luz como Carmen
- María Marcela como Sara
- Roberto Mateos como José
- Ian Andrade como Remigio
- José Elías Moreno como Gonzalo
- Michel Duval como Claudio Altamirano[5]

## Episodios
| N.º | Título                                     | Fecha de emisión original | Audiencia (millones) |
| --- | ------------------------------------------ | ------------------------- | -------------------- |
| 1   | «Las cosas se harán a mi modo»             | 15 de julio de 2024       | 2.14                 |
| 2   | «¿Eres feliz en tu matrimonio?»            | 16 de julio de 2024       | 1.94                 |
| 3   | «Tú vives a costa mía»                     | 17 de julio de 2024       | 2.36                 |
| 4   | «Eres una frígida»                         | 18 de julio de 2024       | 2.03                 |
| 5   | «La vida te dio otra oportunidad»          | 19 de julio de 2024       | 2.12                 |
| 6   | «¿De qué lado estas, Fátima?»              | 22 de julio de 2024       | 2.36                 |
| 7   | «¿Una mujer insatisfecha?»                 | 23 de julio de 2024       | 2.36                 |
| 8   | «Vete en mi espejo»                        | 24 de julio de 2024       | 2.16                 |
| 9   | «¡Desaprovechaste tu oportunidad!»         | 25 de julio de 2024       | 2.11                 |
| 10  | «No hay hombre perfecto»                   | 26 de julio de 2024       | 1.86                 |
| 11  | «No quiero nada de ti»                     | 29 de julio de 2024       | 2.14                 |
| 12  | «Estaba dispuesta a tener a mi hijo»       | 30 de julio de 2024       | 2.19                 |
| 13  | «Tengo cinco días de retraso»              | 31 de julio de 2024       | 2.10                 |
| 14  | «La duda hace más daño que la razón»       | 1 de agosto de 2024       | 1.98                 |
| 15  | «No puedo vivir sin ti»                    | 2 de agosto de 2024       | 1.83                 |
| 16  | «Loca de amor»                             | 5 de agosto de 2024       | 2.02                 |
| 17  | «Los planes cambian»                       | 6 de agosto de 2024       | 2.11                 |
| 18  | «Aléjate de Fátima»                        | 7 de agosto de 2024       | 2.26                 |
| 19  | «Es hora de enterrar el pasado»            | 8 de agosto de 2024       | 1.93                 |
| 20  | «Haces magia en mi vida»                   | 9 de agosto de 2024       | 1.70                 |
| 21  | «Antes eras divertida»                     | 12 de agosto de 2024      | 2.10                 |
| 22  | «¿Por qué eres tan amargada?»              | 13 de agosto de 2024      | 2.00                 |
| 23  | «Promesas que no se cumplieron»            | 14 de agosto de 2024      | 2.20                 |
| 24  | «El corazón no avisa»                      | 15 de agosto de 2024      | 2.20                 |
| 25  | «Una segunda oportunidad»                  | 16 de agosto de 2024      | 2.00                 |
| 26  | «Culpable de nuestra desgracia»            | 19 de agosto de 2024      | 1.90                 |
| 27  | «Tus mentiras tienen doble intención»      | 20 de agosto de 2024      | 1.80                 |
| 28  | «La mujer que más he odiado»               | 21 de agosto de 2024      | 2.10                 |
| 29  | «Una mujer prohibida»                      | 22 de agosto de 2024      | 1.90                 |
| 30  | «Greta no es lo que aparenta»              | 23 de agosto de 2024      | 2.00                 |
| 31  | «Te quiero con toda mi alma»               | 26 de agosto de 2024      | 1.90                 |
| 32  | «Deja que este amor muera»                 | 27 de agosto de 2024      | 2.10                 |
| 33  | «Tengo miedo de perderte»                  | 28 de agosto de 2024      | 2.00                 |
| 34  | «Nuestro amor es fuego»                    | 29 de agosto de 2024      | 1.90                 |
| 35  | «Cometiste el peor error de tu vida»       | 30 de agosto de 2024      | 1.83                 |
| 36  | «Hagan bien las cosas»                     | 2 de septiembre de 2024   | 2.01                 |
| 37  | «Nuestro amor tuvo consecuencias»          | 3 de septiembre de 2024   | 2.09                 |
| 38  | «Hay de errores a errores»                 | 4 de septiembre de 2024   | 2.06                 |
| 39  | «¿Crees que me quedaré sola?»              | 5 de septiembre de 2024   | —                    |
| 40  | «La muerte de Gonzalo»                     | 6 de septiembre de 2024   | 1.99                 |
| 41  | «Las apariencias engañan»                  | 9 de septiembre de 2024   | 1.91                 |
| 42  | «Hay algo que nos une y nos separa»        | 10 de septiembre de 2024  | 1.90                 |
| 43  | «No renuncies a tus sueños»                | 11 de septiembre de 2024  | 1.89                 |
| 44  | «Somos libres para amarnos»                | 12 de septiembre de 2024  | 1.85                 |
| 45  | «¿En qué te fallé?»                        | 13 de septiembre de 2024  | 1.72                 |
| 46  | «Espero contar con tu lealtad»             | 16 de septiembre de 2024  | 1.98                 |
| 47  | «Perdóname, bebé»                          | 17 de septiembre de 2024  | 1.96                 |
| 48  | «Te amé con locura»                        | 18 de septiembre de 2024  | 2.08                 |
| 49  | «Descubrí tu juego»                        | 19 de septiembre de 2024  | 1.99                 |
| 50  | «En la cárcel no hay boda»                 | 20 de septiembre de 2024  | 1.96                 |
| 51  | «Quiero que me heredes en vida»            | 23 de septiembre de 2024  | 2.28                 |
| 52  | «Nuestro amor es más fuerte que la sangre» | 24 de septiembre de 2024  | 1.98                 |
| 53  | «Adiós, Sebastián»                         | 25 de septiembre de 2024  | 1.95                 |
| 54  | «¡Ya no eres nadie en mi vida!»            | 26 de septiembre de 2024  | 2.00                 |
| 55  | «Dudo de todo mundo»                       | 27 de septiembre de 2024  | 2.13                 |
| 56  | «Siempre logro lo que quiero»              | 30 de septiembre de 2024  | 2.21                 |
| 57  | «¿Vas a reconocer a Bárbara?»              | 1 de octubre de 2024      | 1.76                 |
| 58  | «¡Fue Adrián!»                             | 2 de octubre de 2024      | 2.21                 |
| 59  | «Te vas a pudrir en la cárcel»             | 3 de octubre de 2024      | 2.25                 |
| 60  | «Entre la vida y la muerte»                | 4 de octubre de 2024      | 2.10                 |
| 61  | «La muerte de Adrián»                      | 7 de octubre de 2024      | 2.07                 |
| 62  | «¿Crees que soy inocente?»                 | 8 de octubre de 2024      | 2.27                 |
| 63  | «No me busques más»                        | 9 de octubre de 2024      | 2.02                 |
| 64  | «Un acto de amor»                          | 10 de octubre de 2024     | —                    |
| 65  | «Un acto de amor»                          | 11 de octubre de 2024     | 2.07                 |
| 66  | «Mi labor de madre se acabó»               | 14 de octubre de 2024     | 2.18                 |
| 67  | «Ya no quiero seguir viviendo»             | 15 de octubre de 2024     | 2.11                 |
| 68  | «La peor de las mujeres»                   | 16 de octubre de 2024     | 2.37                 |
| 69  | «Estoy planeando mi fuga»                  | 17 de octubre de 2024     | 2.06                 |
| 70  | «No pospongas tu vida»                     | 18 de octubre de 2024     | 1.90                 |
| 71  | «Hasta pronto»                             | 21 de octubre de 2024     | 2.32                 |
| 72  | «Conozco tu mal corazón»                   | 22 de octubre de 2024     | 2.19                 |
| 73  | «El que persevera, alcanza»                | 23 de octubre de 2024     | 2.31                 |
| 74  | «La vida compensa»                         | 24 de octubre de 2024     | 2.25                 |
| 75  | «¿Qué tiene mi bebé?»                      | 25 de octubre de 2024     | 2.18                 |
| 76  | «Lo que hace uno por amor»                 | 28 de octubre de 2024     | —                    |
| 77  | «La muerte de Greta»                       | 29 de octubre de 2024     | 2.24                 |
| 78  | «Jugamos tu mismo juego»                   | 30 de octubre de 2024     | 2.29                 |
| 79  | «Estoy embarazada»                         | 31 de octubre de 2024     | 2.05                 |
| 80  | «Estamos más unidos que nunca»             | 1 de noviembre de 2024    | 2.18                 |

Nota
1. ↑  Este episodio se pre-estrenó el 12 de julio de 2024 a través de Vix, la página, app y redes sociales oficiales —incluido el canal de Youtube y cuenta oficial de Facebook— de Las Estrellas.[7]

## Producción
En diciembre de 2023, se reportó que Carlos Moreno Laguillo estaría realizando una nueva versión de la telenovela Tres mujeres. En abril de 2024, se anunció Mi amor sin tiempo como título de la telenovela. El 2 de mayo de 2024, Leticia Calderón fue confirmada como una de las protagonistas. El rodaje comenzó el 6 de mayo de 2024. Una semana después, se realizó una misa de arranque de grabaciones en la cual se anunció el resto del reparto.

## Audiencias
| Temporada | Horario (CT)                     | Episodios | Primera emisión     | Primera emisión      | Última emisión         | Última emisión       | Prom. de espectadores (millones) |
| Temporada | Horario (CT)                     | Episodios | Fecha               | Audiencia (millones) | Fecha                  | Audiencia (millones) | Prom. de espectadores (millones) |
| --------- | -------------------------------- | --------- | ------------------- | -------------------- | ---------------------- | -------------------- | -------------------------------- |
| 1         | Lunes a viernes 18:30 - 19:30 h. | 80        | 15 de julio de 2024 | 2.14                 | 1 de noviembre de 2024 | 2.18                 | 2.1                              |